# Jeremias Chauvet
Jeremias Chauvet (* um 1619; † 13. August 1699 in Celle) war ein kursächsischer Generalfeldmarschall.
Es wird vermutet, dass er in Lothringen geboren wurde. Er soll mit Eleonore d’Olbreuse der späteren Frau des Herzogs Georg Wilhelms nach Celle gekommen sein. 1670 wurde er bereits Oberst und Chef der 2. Eskadron des 3. Kavallerie-Regiments, 1674 Generalmajor, 1675 Generalleutnant und später Feldmarschall. Er kämpfte mit dem Herzog in der Schlacht bei Ensisheim gegen Marschall Turenne. Dort kommandierte Chauvet unter dem Herzog von Holstein-Plön den linken Flügel. Im Jahr 1675 kämpfte er in der Schlacht an der Konzer Brücke bei Trier und konnte Saarbrücken erobern. Er kämpfte im Feldzug gegen Bremen-Verden und belagerte erfolgreich Stade.
Während des Türkenfeldzuges von 1685 kommandierte er die hannöverschen Truppen in der Schlacht bei Gran und beim Sturm auf Neuheusel. Als er 1690 zurückkehrte, wurde er zur Beobachtung der Französischen Armee nach Luxemburg kommandiert.
Chauvet wurde am 11. Mai 1693 als kurfürstlich-sächsischer Feldmarschall angestellt und kommandierte unter Johann Georg IV. die kursächsischen Truppen am Rhein während des Pfälzischen Erbfolgekrieges. Er wollte viele Neuerungen, die aber vom Offizierskorps abgelehnt wurden, daher quittierte er schon bald den Dienst.
Er bat bereits im August desselben Jahres um seine Entlassung, die ihm zwar unter Ausdrücken der Anerkennung und Gnade abgeschlagen wurde, die er auf wiederholtes Ansuchen im November jedoch erhielt. Er lebte eine Zeit lang als Privatmann in Frankfurt am Main, kehrte aber nach einiger Zeit an den Hof in Celle zurück, wo er auch vom Herzog noch eine Pension erhielt. Er starb über achtzigjährig in Celle, wo er am 16. August unter dreimaligem Geläut in der dortigen Stadtkirche beigesetzt wurde.

## Bemerkung
1. ↑  
Nach Schulenburg nahm er noch am Feldzug 1702 in Holland teil: Vgl. auch:  Geschichte der Errichtung sämmtlicher Chur-Braunschweig-Lüneburgischen Truppen, sammt ihren Fahnen, Standarten und Pauken-Devisen, S. 110 Digitalisat
2. ↑  
L. von Sichart, Geschichte der Königlich-Hannoverschen Armee, Band 1, S. 269, Digitalisat

| Personendaten    | Personendaten                       |
| ---------------- | ----------------------------------- |
| NAME             | Chauvet, Jeremias                   |
| ALTERNATIVNAMEN  | Scauevet, Jérémie de                |
| KURZBESCHREIBUNG | kursächsischer Generalfeldmarschall |
| GEBURTSDATUM     | um 1619                             |
| STERBEDATUM      | 13. August 1699                     |
| STERBEORT        | Celle                               |